# 캡틴잭
캡틴잭(본명: 강형우, 1993년 1월 4일 ~ )는 대한민국의 전직 리그 오브 레전드 프로게이머이다. 선수 은퇴 후 게임해설가와 프로게임단 지도자로 활동했다. 선수 시절 포지션은 AD 캐리였으며 Cpt Jack이라는 아이디를 사용했다.

## 선수 시절
2012년 4월 11일에 CJ 엔투스 블레이즈에 입단하면서 프로 커리어를 시작했다.
2014년 1월, 진에어 그린윙스 스텔스 입단했다. 캡틴잭은 진에어의 주전 원딜러로 활동했다. 
2015 시즌을 앞두며 형제팀이 합쳐지게 되면서 진에어 그린윙스 통합팀에 합류했다. 스프링 시즌에서는 파일럿과 번갈아가면서 출전했다. 서머 시즌에서는 팀의 주전으로 도약했으며 팀의 에이스로 활약을 이어나갔다.
2016 시즌을 앞두고 롱주 게이밍 합류했다. 

## 은퇴 후
2016 서머 시즌을 앞두고 LCK 해설위원에 합류했다.
2017 서머 시즌을 앞두고 비시 게이밍의 코치로 합류했다.
2019년에는 C9의 스트리머가 되었다.

## 소속팀

### 선수
| # | 팀명                   | 소속 기간             | 소속 리그 | 비고 |
| - | ---------------------- | --------------------- | --------- | ---- |
| 1 | CJ 엔투스 블레이즈     | 2011.11~2014.01.29    | LCK       |      |
| 2 | 진에어 그린윙스 스텔스 | 2014.01.29~2015.11.30 | LCK       |      |
| 3 | 롱주 게이밍            | 2015.12.30~2016.12.01 | LCK       |      |

### 코칭 스태프
| # | 팀명        | 직책                  | 소속 기간 | 소속 리그 | 비고 |
| - | ----------- | --------------------- | --------- | --------- | ---- |
| 1 | 비시 게이밍 | 2017.07.04~2017.12.22 | LPL LSPL  |           |      |

## 수상 경력
- 네네치킨 리그 오브 레전드 챌린저스 코리아 서머 2015 리그 2 우승
- 리그 오브 레전드 올스타전 2015 우승
- ZOTAC NLB Winter 2013-2014 우승
- 올림푸스 리그 오브 레전드 챔피언스 스프링 2013 준우승
- IEM 시즌 7 월드 챔피언십 우승
- IEM 시즌 7 카토비체 준우승
- MLG 폴 챔피언십 우승
- 2012 대한민국 e스포츠대상 리그 오브 레전드 원거리 딜러 부문 최우수선수상
- MLG 서머 아레나 우승
- 아주부 리그 오브 레전드 더 챔피언스 스프링 2012 우승
- 인벤 올스타 토너먼트 2011 우승